# Pleuromamma armata
Pleuromamma armata is een eenoogkreeftjessoort uit de familie van de Metridinidae. De wetenschappelijke naam van de soort is voor het eerst geldig gepubliceerd in 1887 door Pouchet & Guerne.